# Grand Prix de Wallonie 1999
La 40e édition du Grand Prix de Wallonie a eu lieu le 13 mai 1999. Elle a été remportée par l'Australien Patrick Jonker.

## Classement final
Patrick Jonker remporte la course en parcourant les 196 kilomètres en 4 h 41 min 45 s à la vitesse moyenne de 41,737 km/h.
| Classement final, | Classement final,  | Classement final, | Classement final,     | Classement final,  |
|                   | Coureur            | Pays              | Équipe                | Temps              |
| ----------------- | ------------------ | ----------------- | --------------------- | ------------------ |
| 1er               | Patrick Jonker     | Australie         | Rabobank              | en 4 h 41 min 45 s |
| 2e                | Léon van Bon       | Pays-Bas          | Rabobank              | + 38 s             |
| 3e                | Koos Moerenhout    | Pays-Bas          | Rabobank              | + 40 s             |
| 4e                | Michael Blaudzun   | Danemark          | Home Jack & Jones     | + 58 s             |
| 5e                | François Simon     | France            | Crédit agricole       | + 2 min 21 s       |
| 6e                | Stéphane Heulot    | France            | La Française des Jeux |                    |
| 7e                | Mikael-Holst Kyneb | Danemark          | Home Jack & Jones     |                    |
| 8e                | Jan Boven          | Pays-Bas          | Rabobank              |                    |
| 9e                | Christophe Oriol   | France            | Casino                |                    |
| 10e               | Stive Vermaut      | Belgique          | Vlaanderen 2002       |                    |
| modifier          |                    |                   |                       |                    |